# The Wolf Man (film 1915)
The Wolf Man è un film muto del 1915 diretto da Paul Powell.

## Trama
Dopo anni di esperimenti, Benjamin Lord, un anziano inventore, perfeziona l'invenzione di uno smalto vetroso che promette di rivoluzionare l'industria della porcellana e di farlo ricco. Uno dei soci della fabbrica di Lord, Hilbert Grinde, è un uomo ambizioso e privo di scrupoli. Quando gli arriva tra le mani un campione dello smalto, affida a Timothy Mole, un chimico che lavora per lui, il compito di rubare la formula nel laboratorio di Lord. Ma Mole viene scoperto proprio da Lord il quale, nel corso di una zuffa, rimane ucciso. Per nascondere l'omicidio, Grinde, sopraggiunto anche lui nel laboratorio, decide insieme a Mole di far saltare l'edificio in modo da nascondere le tracce di quello che è successo.
Il nipote di Lord, David, insieme alla fidanzata Mary, continua con gli esperimenti. Grinde cerca di convincerli a cedergli la formula, ma David rifiuta. Grinde, allora, li chiude in un sotterraneo che viene invaso da un gas al cloro. Poi attacca Mole, che gli si è ribellato, e lo lascia come morto, portandosi via la formula.
Alla riunione con gli azionisti della fabbrica, Grinde sta per prendere il controllo della società. Ma irrompe Mole, ferito, che confessa tutto. I due vanno in prigione. Mary e David vengono tratti in salvo e David diventa presidente della fabbrica.